# Stadion Narodowy w Kaohsiungu
Stadion Narodowy w Kaohsiungu (chiń. trad. 國家體育場; pinyin Guójiā Tǐyùchǎng, nazywany również chiń. trad. 龍騰體育場; pinyin Lóngténg Tǐyùchǎng) – wielofunkcyjny stadion w Kaohsiung na Tajwanie służący do rozgrywania meczów piłki nożnej, rugby union oraz zawodów lekkoatletycznych.
Rada miasta zatwierdziła wybudowanie stadionu na World Games 2009 w sierpniu 2005 roku, a jego projekt przygotował japoński architekt Toyo Ito. Obecnie jest to największy stadion na Tajwanie pod względem pojemności. Usytuowany jest on na osi północ-południe, trybuny osłaniają zatem boisko od letnich wiatrów z południowego zachodu oraz zimowych z północnego zachodu.
Stadion został oddany do użytku po dwóch latach budowy w styczniu 2009 roku. Ma on stałą pojemność 40 000 miejsc siedzących, choć w razie potrzeby może być dostawione kolejne 15 000 miejsc. Pełnowymiarowe boisko okala lekkoatletyczna bieżnia, z zainstalowanym oświetleniem o natężeniu 3300 luksów oraz dwoma wielkopowierzchniowymi ekranami.
Obiekt jest pierwszym stadionem na świecie, który pokrywa swoje zapotrzebowanie energetyczne korzystając z energii słonecznej. Stalowa konstrukcja pokryta jest bowiem na dachu 8844 ogniwami fotowoltaicznymi, które w ciągu roku mogą wygenerować 1,14 miliona kilowatogodzin energii elektrycznej.
Podczas World Games odbyły się na nim ceremonie otwarcia i zamknięcia oraz zawody frisbee i rugby 7. Wykorzystywany jest przez piłkarską reprezentację kraju oraz klub Taiwan Power Company FC.